# Neidernach
Die Neidernach (auch Naidernach, im Oberlauf Schellbach oder Schellenbach genannt) ist ein circa 13 km langer, linker Zufluss der Loisach.
Der Schellbach nimmt seinen Ursprung nahe einem Sattel zwischen der Kreuzspitze und der Schellschlicht in den Ammergauer Alpen.
Er fließt durch das unberührte Schellental zunächst nach Südwesten, dann nach Süden. Südwestlich des Schellkopfes bzw. östlich des Sattels In der Naidernach knickt der Fluss nach Osten ab und heißt ab
hier Neidernach. An der Stelle Bei den drei Wassern treffen von Süden her das Hebertal (mit dem Neuweidbach) und das Schobertal (mit der Schoberlaine) mit dem Tal der Neidernach zusammen. Wenige hundert Meter
unterhalb durchströmt die Neidernach eine klammartige Verengung. Danach weitet sich das Tal und die Neidernach fließt in einem bis zu 100 m breiten Schotterbett.
600 m vor der Mündung in die Loisach bei Griesen wird das Gewässer von der Bundesstraße 23 und kurz danach von der Außerfernbahn überquert.
Der Schellbach und die Neidernach bilden die Grenze zwischen Bayern und Tirol mit Ausnahme der letzten 800 m vor der Mündung, die ganz in Bayern (Landkreis Garmisch-Partenkirchen) liegen.
Entlang der Neidernach führt eine Forststraße, über die man zu Fuß oder mit dem Fahrrad von Griesen zum Plansee gelangt.
Der Name (1446 „in der Nydernach“) leitet sich wahrscheinlich vom althochdeutschen Personennamen *Nīdaro ab (Genitiv *Nīdaren-).

## Weitere Bilder

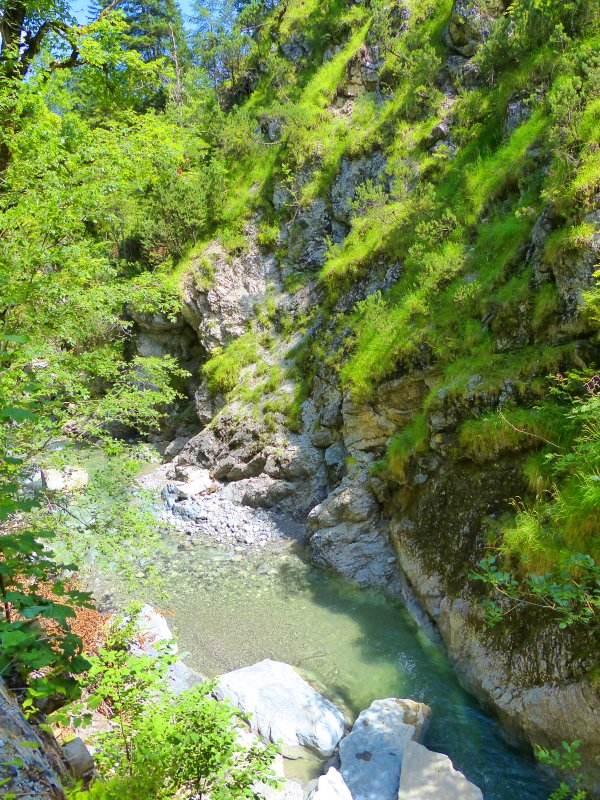
Klamm der Neidernach
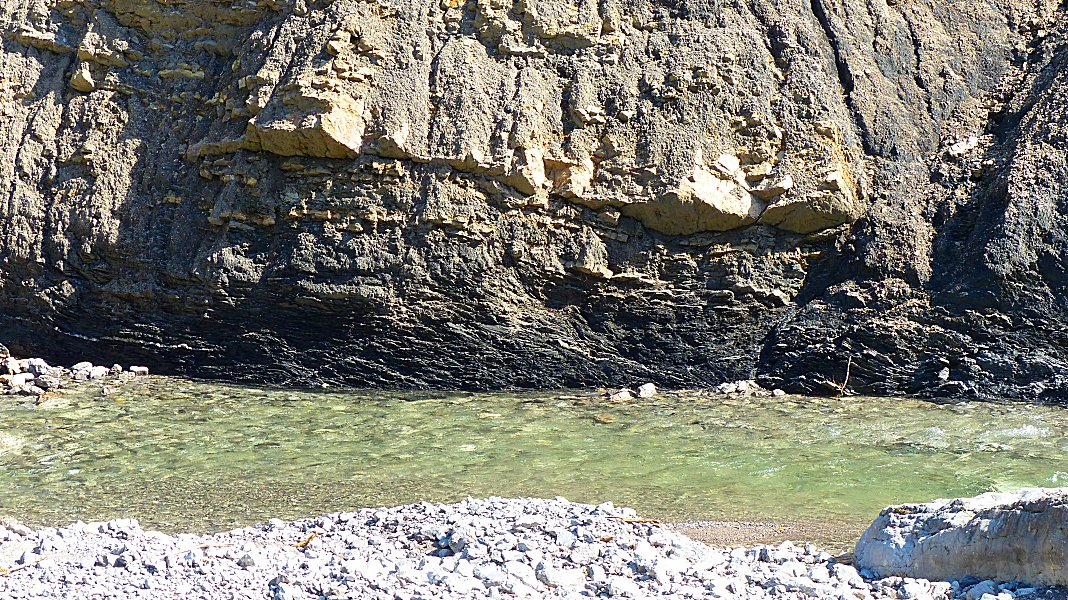
Aufschluss von dunkelgrauem Tonmergelschiefer am Ufer der Neidernach
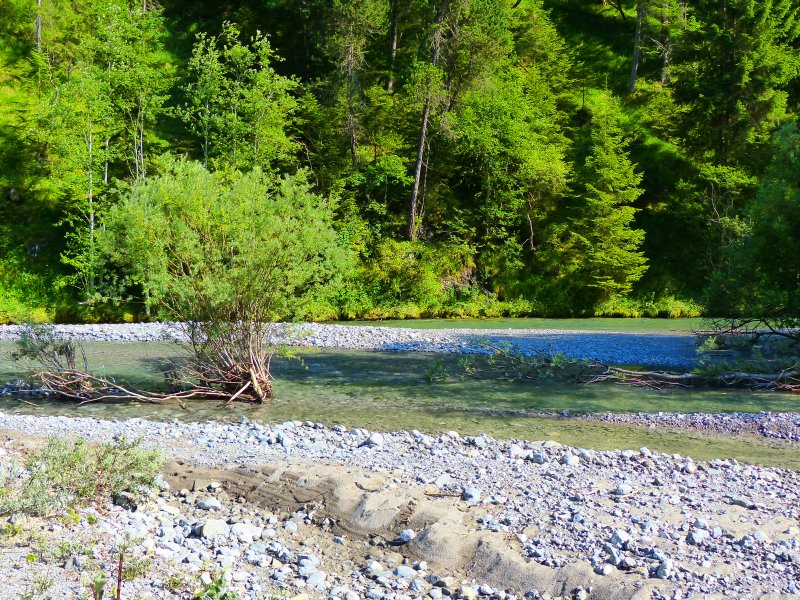
Mündung der Neidernach in die Loisach